# Dargocice
Dargocice (deutsch Eickstedtswalde) ist ein Dorf in der Woiwodschaft Westpommern in Polen. Es gehört zu der Gmina Gościno (Gemeinde Groß Jestin) im Powiat Kołobrzeski (Kolberger Kreis).

## Geographische Lage
Das Dorf liegt in Hinterpommern, etwa 20 Kilometer südlich von Kołobrzeg (Kolberg) und etwa 95 Kilometer nordöstlich von Stettin (Szczecin). Das Dorf befindet sich am Ostufer des langgestreckten Kämitz-Sees unweit dessen Südzipfels.

## Geschichte
Das Gebiet des späteren Eickstedtswalde gehörte zum Rittergut Wartekow, das 1828 von Heinrich von Eickstedt aus der pommerschen uradligen Familie Eickstedt erworben wurde. Bereits 1829 ließ dieser Wald roden und begann mit dem Bau eines neuen Gutshofes, der 1834 den Namen Eickstedtswalde erhielt und sein Wohnsitz wurde. 1840 trennte er Eickstedtswalde zusammen mit dem Vorwerk Klein Vorbeck von Wartekow ab. Die neue Einheit wurde durch den König zum landtagsfähigen Rittergut bestimmt.  
1895 erhielt Eickstedtswalde einen Haltepunkt an der Strecke Groß Jestin–Stolzenberg der Kolberger Kleinbahn. 
1928 wurde Eickstedtswalde an die Gemeinnützige Kreissiedlungsgesellschaft Kolberg verkauft, die das Gut aufteilte und Bauern ansiedelte.
Eickstedtswalde bildete zunächst einen eigenen Gutsbezirk. Mit der Auflösung der Gutsbezirke in Preußen wurde Eickstedtswalde 1929 für kurze Zeit in die Landgemeinde Wartekow eingemeindet. Wegen der Aufsiedlung des Gutes wurde dann aber eine eigene Landgemeinde Eickstedtswalde gebildet, zu der neben Eickstedtswalde selber und dem bisherigen Vorwerk Klein Vorbeck auch das südlich davon gelegene Dorf Groß Vorbeck gehörte. Die Landgemeinde Eickstedtswalde gehörte zum Landkreis Kolberg-Körlin im Regierungsbezirk Köslin der Provinz Pommern.
Gegen Ende des Zweiten Weltkriegs wurde die Region im Mai 1945 von der Roten Armee besetzt und anschließend zusammen mit ganz Hinterpommern unter polnische Verwaltung gestellt. Die deutsche Bevölkerung wurde in der Folgezeit vertrieben. Das Dorf erhielt den polnischen Ortsnamen „Dargocice“. 
Das Dorf bildet heute ein Schulzenamt in der polnischen Gmina Gościno (Gemeinde Groß Jestin). Zu dem Schulzenamt gehören auch die südlich des Dorfes gelegenen Orte Wierzbka Dolna (Groß Vorbeck) und Wierzbka Górna (Klein Vorbeck). Die drei Dörfer des Schulzenamtes zählen zusammen 172 Einwohner (Stand 2017).

## Entwicklung der Einwohnerzahlen
- 1855: 166 Einwohner[4]
- 1867: 140 Einwohner[4]
- 1895: 135 Einwohner[4]
- 1910: 136 Einwohner[4]
- 1925: 170 Einwohner[4]
- 1933: 240 Einwohner in der Landgemeinde Eickstedtswalde[4]
- 2017: 100 Einwohner[1]